# ロイヤル・トランプ
『チャウ・シンチーのロイヤル・トランプ』は、1992年公開のチャウ・シンチー（周星馳）主演の映画シリーズ。金庸の小説『鹿鼎記』が原作で、原作者の金庸は「友人周星馳」を公言。日本では劇場未公開であり、ビデオスルーとして各種ソフトが発売されている。

## ロイヤル・トランプ

### ストーリー
妓楼、麗春院の女郎・韋春花の弟韋小寶（ワイ・シウポウ）は成り行きから天地会の総帥陳近南を助け反清復明を目指す天地会の一員となる。
総帥からオーバイを討つため、宮中へ潜り込む任務を与えられた韋小寶は、またもや成り行きから、偽宦官として宦官・海大富に仕えることに。海大富は、一撃で人を溶かす「化骨錦掌」の使い手で、韋小寶に毒の技を仕掛け、太后の部屋からあるものを盗むよう命じる。
忍び込んだ先で、またもや成り行きから韋小寶は皇帝の康煕帝とその妹の公主（プリンセス）と知り合いになり、今度は皇帝からオーバイと海大富を探るよう命じられる。もつれにもつれた探り合いが展開する。

### キャスト
- チャウ・シンチー（周星馳） - 韋小寶（ワイ・シウポウ）
- チョン・マン（張敏） - 偽太后
- チンミー・ヤウ（邱淑貞） - 公主（プリンセス）
- サンドラ・ン（呉君如） - 韋春花
- フェニー・ユン - 大双児
- ヴィヴィアン・チェン - 小双児
- ン・マンタ（呉孟達） - 海大富
- ダミアン・ラウ（劉松仁） - 陳近南
- ナタリス・チャン（陳百祥） - 多隆
- チョイ・ガムコン（中国語版） - オーバイ
- デリック・ワン（温兆倫） - 康煕帝
- リー・カーティン
- ション・シンシン
- ブリジット・リン（林青霞） - 神龍教の聖女 龍兒（ロン・イー）

### スタッフ
- 監督： ウォン・ジン（王晶）[注釈 1][注釈 2]
- 原作：金庸『鹿鼎記』
- 製作総指揮：チャールズ・ヒョン、ジミー・ヒョン
- 撮影：デヴィッド・チャン
- アクション監督：チン・シウトン
- 武術指導：ユン・ブン
- 音楽・主題歌：ジェームズ・ウォン
- 助監督：チョン・マン

## ロイヤル・トランプ2

### ストーリー
公主（プリンセス）が呉三桂の息子呉応熊のもとに嫁ぐことになり、韋小寶（ワイ・シウポウ）も公主の護衛として同行することになった。さらに、呉応熊の護衛として神龍教の聖女・龍兒（ロン・イー）が現れる。しかしその道中、獨臂神尼が一行を襲撃。なぜか、韋小寶と呉応熊は連れ去られてしまい、龍兒も付いていく。その後、宿で先回りしていた多隆とその部下に出会い、『奇淫合歓散』を使って獨臂神尼を酔わせてしまう。そして今度は龍兒が連れ去られてしまう。韋小寶の運命はどうなってしまうのか…。

### キャスト
- チャウ・シンチー（周星馳） - 韋小寶（ワイ・シウポウ）
- ブリジット・リン（林青霞） - 神龍教主 龍児（ロン・イー）
- チンミー・ヤウ（邱淑貞） - 公主（プリンセス）
- ミッシェル・リー - 阿珂
- サンドラ・ン（呉君如） - 韋春花
- フェニー・ユン - 大双児
- ヴィヴィアン・チェン - 小双児
- ナタリス・チャン（陳百祥） - 多隆
- ダミアン・ラウ - 陳近南
- デリック・ワン（温兆倫） - 康煕帝
- チョン・プイ - 呉三桂（平西王）
- ケン・トン - 呉応熊
- ヤン・サイクーン
- ロー・ラン
- チョン・マン
- ヘレン・マ - 獨臂神尼

### スタッフ
- 監督・脚本：ウォン・ジン（王晶）[注釈 1][注釈 2]
- 原作：金庸『鹿鼎記』
- 製作総指揮：チャールズ・ヒョン、ジミー・ヒョン
- 製作：スティーヴン・シュウ、ジミー・ヒョン
- 撮影：デヴィッド・チャン
- アクション監督：チン・シウトン
- 武術指導：ユン・ブン
- 音楽・主題歌：ジェームズ・ウォン